# Пісня німців

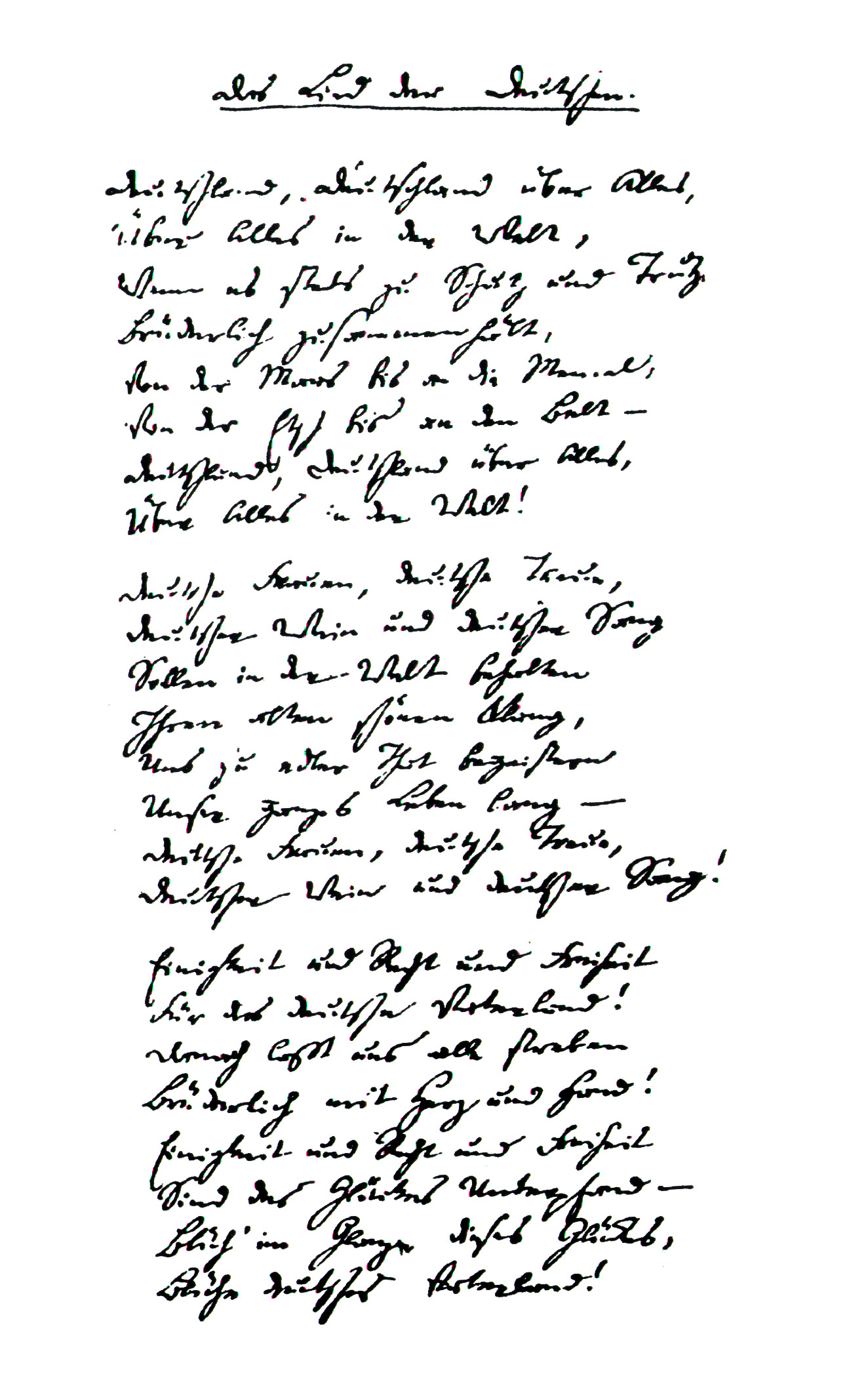
Факсиміле «Пісня Німців», рукопис Гофмана фон Фаллерслебена

Пісня німців (нім. Das Lied der Deutschen), так звана також пісня Німеччини (нім. Deutschlandlied) або рідше гофманівсько-гайднська пісня (нім. Hoffmann-Haydn'sches Lied) — пісня, написана Гофманом фон Фаллерслебеном на музику Йозефа Гайдна. Пісню було написано 26 червня 1841 року на острові Гельголанд, що належав тоді Великій Британії. Вперше було публічно виконано 5 жовтня того ж року у готелі «Streit» на вулиці Юнгфернштіг у Гамбурзі. Пісня була написана на створену 1797 року Гайдном мелодію «Імператорської пісні» (нім. Kaiserlied) для державного гімну Австрійської імперії «Боже, бережи імператора Франца…»
Під час засідання Національних зборів Німеччини 11 червня 1922 року, що прийняли Веймарську конституцію, перший рейхспрезидент Німеччини Фрідріх Еберт оголосив «Пісню німців» державним гімном республіки. У часи Третього рейху виконувалася лише перша строфа пісні, після чого слідував гімн НСДАП пісня Горста Весселя. Після 1945 року виконання «Пісні німців» було заборонено, а у німецькому суспільстві йшла інтенсивна дискусія про новий державний гімн. 1952 року було вирішено, що гімном знову стане гофманівсько-гайднська пісня, однак виконуватися буде лише її третя строфа. Після об'єднання Німеччини гімном ФРН офіційно стала третя строфа пісні Німеччини.

## Мелодія

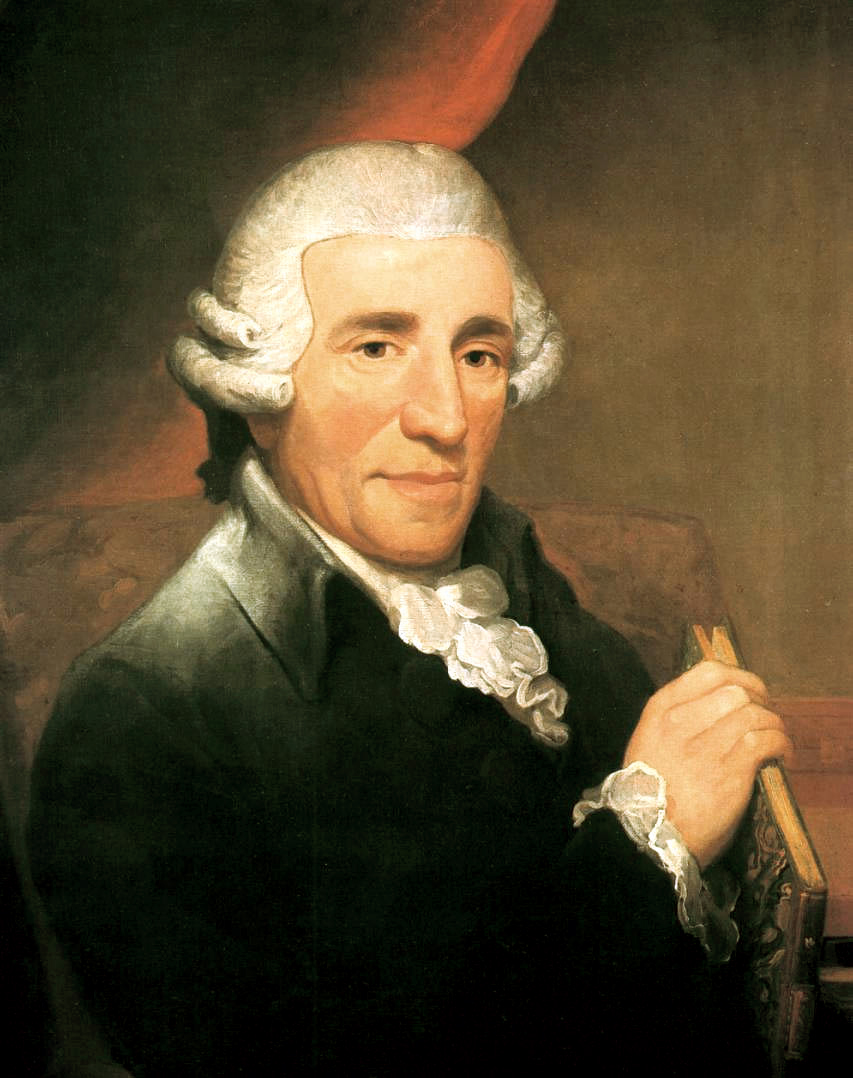
Йозеф Гайдн

«Пісня німців» виконується на мелодію «Імператорського гімну» (нім. Kaiserlied, Hob XXVIa:43), створену Йозефом Гайдном більш ніж за півстоліття до появи тексту пісні.
Після другої поїздки до Лондона 1796 року Йозеф Гайдн повернувся до Відня та оселився у своєму будинку «У семи лебедів» у районі сучасного Нойєр-Маркт. Австрія брала активну участь у війні першої коаліції і у цей час наполеонівські війська почали наступ з Італії. У жовтні Гайдн з метою підвищення бойового духу австрійців за пропозицією Франца Йосипа графа Заурау почав роботу над створенням музики до написаного Лоренцом Леопольдом Гашком гімну «Боже, бережи імператора Франца…». Робота була завершена у січні 1797 року.
При створенні мелодії на Гайдна сильно вплинула знайома йому з дитинства хорватська народна пісня, відома у бургенландсько-хорватському регіоні під назвою «Stal se jesem». Елементи мелодії зустрічалися у його творчості і раніше — зокрема, у написаній 1766 року пісні Захарії з меси св. Цецилії" до мажор (Hob XXII:5) і у повільній частині концерту для труби з оркестром мі-бемоль мажор (Hob VIIe:1) 1796 року.
Отримана мелодія була достатньо простою та щирою. Стомлений хворобами та старістю, Гайдн часто йшов до свого рояля з тим, щоб з радісним серцем ще раз зіграти мелодію нового гімну — розраду під час тривалої та важкої хвороби. Сам композитор писав про це: 
| Я граю цю мелодію щоранку та часто у дні заворушень черпав з неї сили і отримував втіху. Я не можу інакше, я просто повинен грати її кожний день. Коли я її граю, на серці стає легко, і це відчуття зберігається ще деякий час після цього. Оригінальний текст (нім.) Ich spiele das Lied an jedem Morgen, und oft habe ich Trost und Ergehung daraus genommen, in den Tagen der Unruhe. Ich kann auch nicht anderes, ich muß es alle Tage einmal spielen. Mir ist herzlich wohl, wenn ich es spiele, und noch eine Weile nachher. |

Вперше гімн було виконано 12 лютого 1797 року у віденському національному театрі у присутності Франца II на святкуванні його 29-річчя. Гімн дуже сподобався молодому імператорові i став офіційним гімном Австрії. Гайдн отримав у подарунок золоту табакерку з портретом імператора.
У тому ж році Гайдн використовував дану мелодію у струнному квартеті оп. 76 № 3 до мажор (Hob III:77). Друга частина квартету складається з чотирьох варіацій cantus firmus на тему «Імператорського гімну». Завдяки цьому весь квартет став відомий під ім'ям «Імператорського квартету».

## Текст
| Німецький оригінал | Переклад (дослівний) | Переклад поетичний : (пер. з нім. С.Павчак) |
| --- | --- | --- |
| Deutschland, Deutschland über alles, über alles in der Welt, wenn es stets zu Schutz und Trutze: brüderlich zusammenhält. Von der Maas bis an die Memel, von der Etsch bis an den Belt, Deutschland, Deutschland über alles, über alles in der Welt! Deutsche Frauen, deutsche Treue, deutscher Wein und deutscher Sang: sollen in der Welt behalten: ihren alten schönen Klang, uns zu edler Tat begeistern: unser ganzes Leben lang. — Deutsche Frauen, deutsche Treue, deutscher Wein und deutscher Sang! Einigkeit und Recht und Freiheit: für das deutsche Vaterland! Danach lasst uns alle streben: brüderlich mit Herz und Hand! Einigkeit und Recht und Freiheit: sind des Glückes Unterpfand; blüh im Glanze dieses Glückes, blühe, deutsches Vaterland. | Німеччина, Німеччина понад усе, Над усе в світі, Якщо вона для захисту: Завжди братськи тримається разом! Від Маасу до Мемеля, Від Еча до Бельта. Німеччина, Німеччина понад усе, Над усе в світі! Німецькі жінки, німецька вірність, Німецьке вино і німецька пісня: Повинні зберігати у світі: Свою стару добру репутацію, Все життя надихати нас до шляхетності. Німецькі жінки, німецька вірність, Німецьке вино і німецькі пісні! Єдність і право і свобода: для німецької Вітчизни! Давайте всі прагнути до цього: братськи, серцем та рукою! Єдність і право і свобода — Запорука щастя. Розквітай у блиску цього щастя, розквітай, німецька Вітчизна! | Німеччина, Німеччина: В світі понад все, що є, Як ми тільки по братерськи: Підкладем своє плече. Нам ж від Маасу до Мемелю, Етчу й до Бельту стає, — Німеччина, Німеччина: В світі понад все, що є! Німців жінки, німців вірність, Німців спів і наші ж вина — На цім держиться у світі Милая старосвітщина. Нас шляхетність вдохновляти: Все життя звідси повинна,- Німців жінки, німців вірність, Німців спів і наші ж вина! Для німецької Вітчизни — Єдність, право і свобода, — Братнім серцем і рукою — В цім всі прагнення народу. Єдність, право і свобода — В цім поруку щастя визнано. Тож у блиску цього щастя Квітни, німецька Вічизно! |

## Історія

### Суспільно-політична ситуація

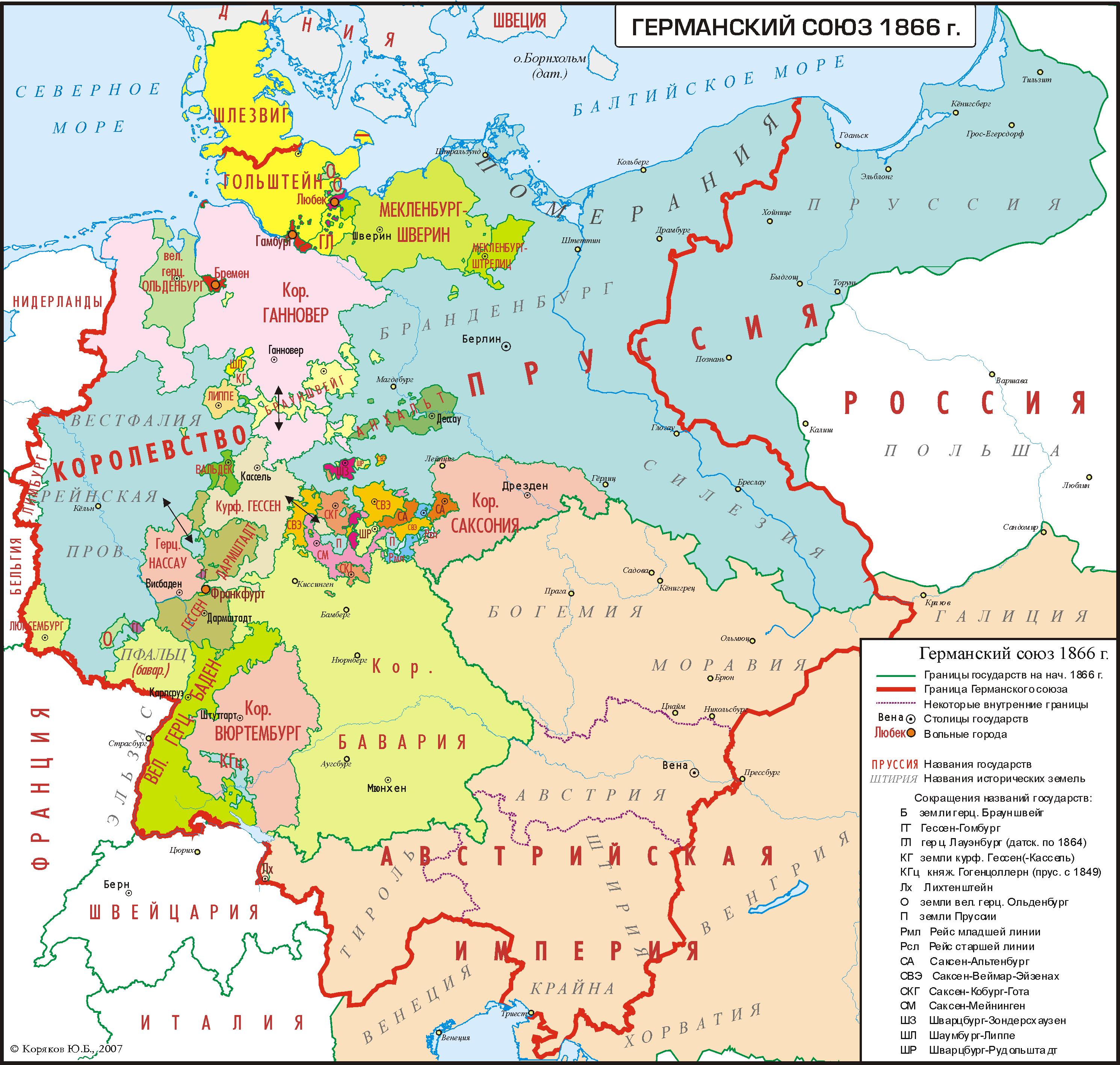
Німецький союз

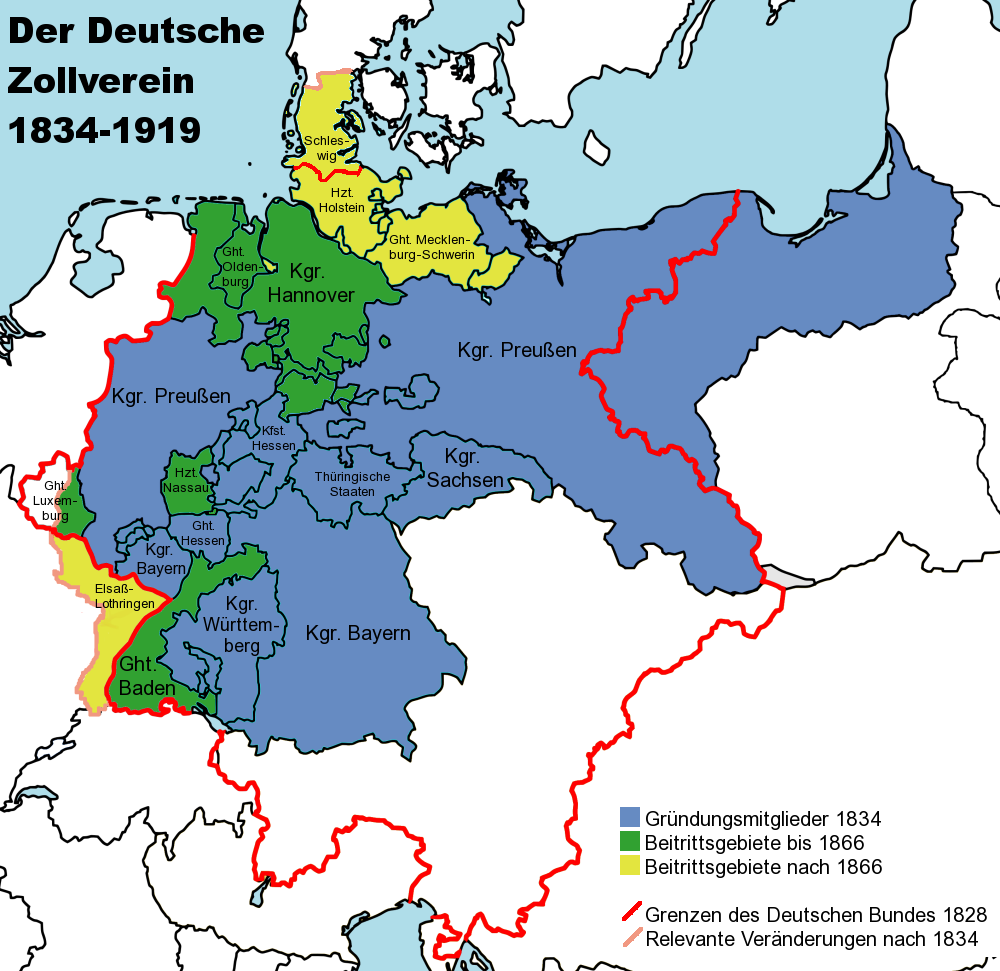
Німецький митний союз

На початку 1840-х Німеччина перебувала у стані феодальної роздрібленості. Найбільше утворення, яке об'єднувало німецькі держави — Священна Римська імперія німецької нації — фактично припинило своє існування під час війни третьої коаліції 1805 року, у якій армія Франца II була розгромлена у битві під Аустерліцем, а Відень було захоплено французами. На боці Наполеона проти австрійських військ (і формально проти свого сюзерена) у цій війні билися війська Бадена, Баварії та Вюртемберга — і це не викликало ніякої негативної реакції в імперії. За Пресбурзьким мирним договором імператор не лише відмовлявся на користь Наполеона і його сателітів від своїх володінь в Італії, Тіролю, Форарльбергу та Передній Австрії, а й визнавав за правителями Баварії та Вюртемберга титули королів, що юридично виводило ці держави з-під влади імператора та надавало їм майже повний суверенітет. 12 липня 1806 року Баварія, Вюртемберг, Баден, Гессен-Дармштадт, Нассау (обидві лінії), Берг та вісім інших німецьких князівств підписали у Парижі договір про утворення Рейнського союзу під заступництвом Наполеона. 1 серпня ці держави оголосили про свій вихід зі складу Священної Римської імперії. 6 серпня 1806 року Франц II оголосив про складання з себе титулу та повноважень імператора Священної Римської імперії, пояснивши це неможливістю виконання обов'язків імператора після установи Рейнського союзу. Одночасно він звільнив імперські князівства, стани, чини та посадових осіб імперських установ від обов'язків, накладених на них імперською конституцією.
Після розгрому Наполеона у 1813—1814 роках у Німеччині була популярна ідея відновлення Священної Римської імперії. Цю ідею підтримували малі та середні німецькі князівства, які бачили у відродженні імперії спосіб захисту від посягань з боку великих держав (Пруссії, Баварії, Саксонії, Вюртемберга). У листопаді 1814 року 29 німецьких князів підписали звернення до Франца II з проханням знову прийняти титул імператора. Проте відповідно до австро-прусських договорів 1807 і 1813 років, угодами про приєднання колишніх членів Рейнського союзу до антифранцузької коаліції 1814 роки і, нарешті, згідно з умовами Паризького мирного договору 1814 року, Німеччина повинна була стати конфедеративним об'єднанням. Спроба відродження імперії загрожувала військовим конфліктом Австрії з Пруссією та іншими великими німецькими державами. На Віденському конгресі 1814—1815 років Франц II відмовився від імператорської корони та перешкодив проекту відновлення імперії під керуванням імператора, що обирався би з німецьких князів. Замість цього 8 червня 1815 року було засновано Німецький союз — конфедерацію 39 німецьких держав, включаючи спадкові володіння Австрійської імперії та Прусського королівства, у приблизних межах колишньої Священної Римської імперії..
Після падіння Наполеона у Європі взяв гору принцип легітимізму, тобто визнавалася непорушність кордонів під владою традиційно правлячих династій. Однак швидкий розвиток капіталістичного виробництва, парламентаризму та громадської думки призвели до розуміння пріоритету інтересів нації над монархо-династичними порядками. Буржуазія потребувала єдиних ринків збуту, їй заважали феодальні кордони та станова структура суспільства. До середини XIX століття у європейських народів виникло сильне прагнення до створення національних держав, чому активно чинили опір вже сформовані імперії.
У 1830-ті роки в Німеччині почалася індустріалізація, що породила бурхливий економічний ріст і загострила конфлікт інтересів буржуазії з феодальним устроєм суспільства. 1834 року утворився німецький митний союз, куди увійшли 12 німецьких держав і до 1860 року приєдналися ще 5. Союз економічно об'єднував практично всі великі німецькі держави за винятком Австрії, усуваючи митні бар'єри між членами союзу та накладаючи підвищений єдиний тариф на товари з інших країн..
Франція 1840 року зазнала серйозної політичної поразки під час Східної кризи — конфлікту між Османською імперією та єгипетськими сепаратистами. Після того, як хедив Єгипту Мухаммед Алі Єгипетський, якого підтримувала Франція, захопив Сирію (1831), Палестину (1831) і Анатолію (1832), під час турецько-єгипетської війни 1839—1841 виникла загроза його вторгнення до Малої Азії. Велика Британія, Росія, Австрія та Пруссія, які бачили у збережені Османської імперії гарант дотримання своїх інтересів в Азії, підписали Лондонський договір 1840 року. Договір фактично являв собою ультиматум Мухаммеду Алі, від якого вимагали залишити позиції в Сирії, Палестині, Аравії і на Криті, відвести війська до Єгипту та повернути весь турецький флоту в обмін на передачу йому повного контролю над Єгиптом і Сидоном, що залишатиметься, тим не менш, у складі Оттоманської імперії..
Прагнучи відволікти народ від дипломатичної невдачі, французький уряд на чолі з Адольфом Тьєром спровокував «Рейнську кризу», пред'явивши претензії на німецькі землі на лівому (західному) березі Рейну загальною площею 32 тисячі квадратних кілометрів. 1795 року, у відповідності з умовами Базельського миру Пруссія поступилася територією за Рейном. Франція окупувала також курфюрства Майнц, Кельн, Трір, Пфальц, герцогства Юліх, Клеве та Вільне імперське місто Аахен. У результаті рішення Віденського конгресу, яке повернуло кордони Франції до стану, що існував до початку Французької революції, спірні землі були передані німецьким державам, велика частина увійшла до складу Рейнської провінції Пруссії. Свої претензії Франція мотивувала заявами про те, що Рейн є природним кордоном між Францією та Німеччиною. У країні демонстративно оновлювалися укріплення Парижа, уряд і преса виступали з погрозами на адресу німців.
Територіальні претензії з боку Франції викликали сплеск патріотичних настроїв серед німців. Була форсована модернізація фортець у Франкфурті-на-Майні, Майнці, Ульмі та Раштаті, Баварія звела фортецю у Гермерсгаймі. У Німеччині широкого поширення набули патріотичні пісні (такі як «Варта на Рейні»), звучали заклики до об'єднання країни. Генріх Гейне писав, що «Тьєр привів нашу Вітчизну у рух, пробудив у Німеччині політичне життя та знову поставив нас як народ на ноги»..

### Створення

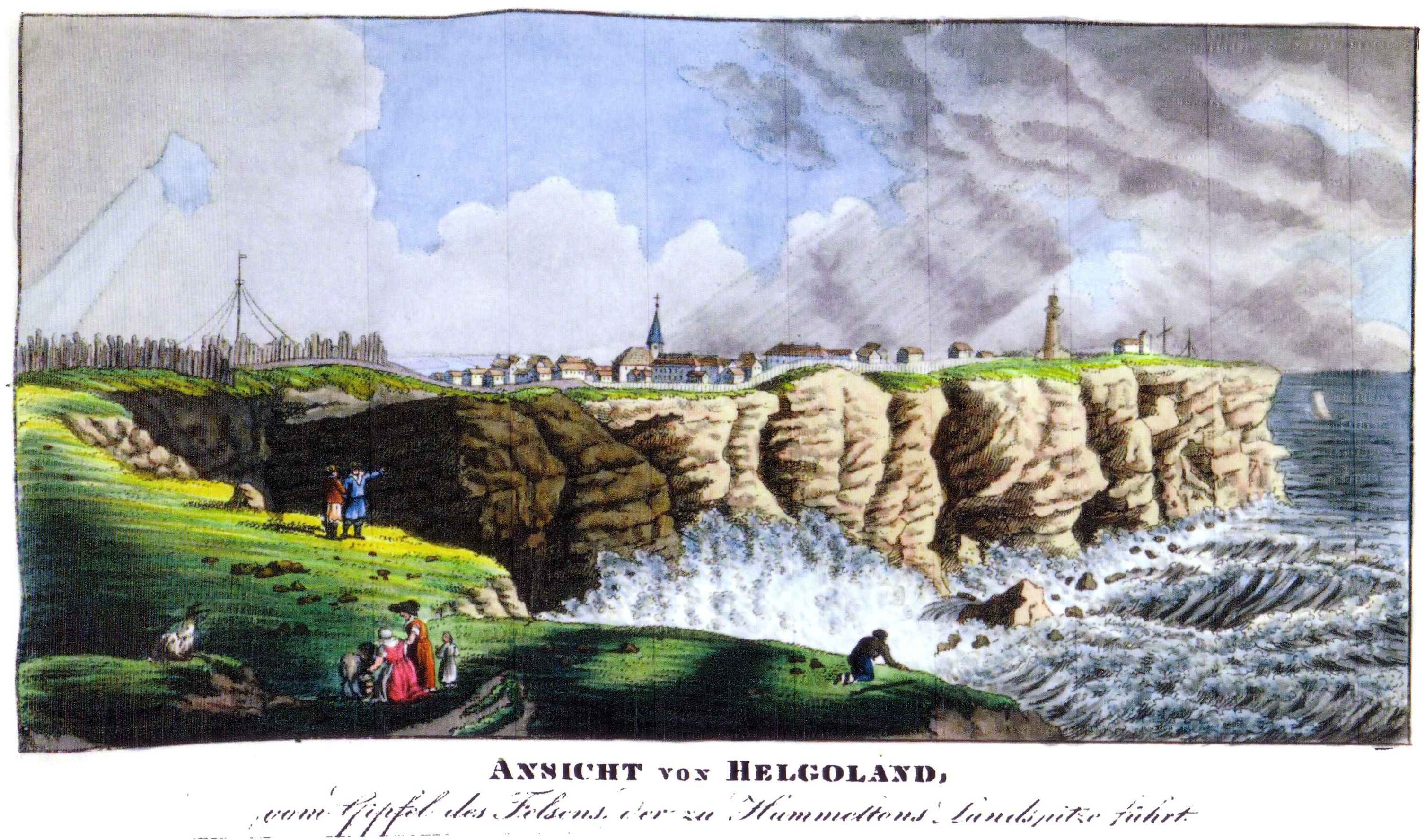
Гельголандське нагір'я (1826)

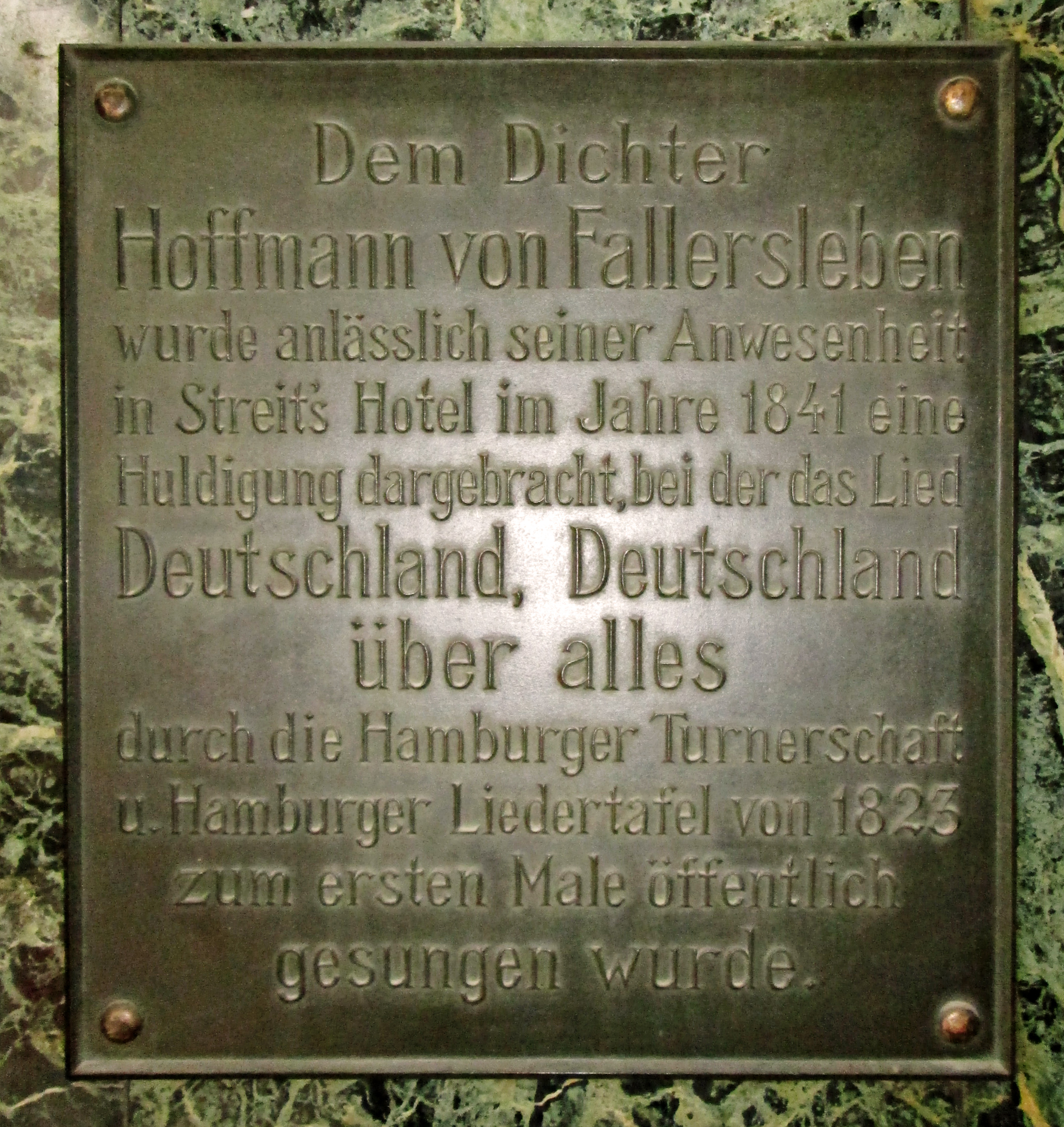
Меморіальна табличка на будівлі колишнього готелю Штрайт у Гамбурзі, яка присвячена першому публічного виконанню «Пісні німців»

Професор германістики Вроцлавського університету Август Генріх Гофман фон Фаллерслебен займався не лише колекціонуванням та аналізом німецької народної творчості, а й сам був відомим поетом. Він склав сотні пісень та багато з них — наприклад, Alle Vögel sind schon da, Wer hat die schönsten Schäfchen, Kuckuck, Kuckuck, ruft's aus dem Wald або різдвяна Morgen kommt der Weihnachtsmann — стали популярними народними піснями. Однак при всій своїй любові до народної поезії, Гофман, як і багато його співвітчизників, був достатньо політично активним громадянином. Ще в свої студентські роки він вступив в одну з студентських спільнот (Burschenschaft), які боролися під час визвольної війни проти наполеонівських військ. Як інші студенти, він був розчарований рішеннями Віденського конгресу, який фактично поховав ідею створення єдиної німецької держави. У 1830-ті роки Гофман пише все більш та більш політизовані вірші, у яких він критикує громадські порядки та роздробленість Німеччини на 39 держав.. 1840 року збірка його віршів виходить у гамбурзькому видавництві Hoffmann und Campe під назвою «Неполітичні пісні» («Unpolitische Lieder»). Незважаючи на назву, спеціально обрану щоб не привертати увагу цензури, вірші закликали до громадських та політичних перетворень; у них висловлювалася надія на створення Німеччин, національної єдності.
У серпні 1841 року фон Фаллерслебен для поправки здоров'я за порадою лікарів вирушив на курорт Гельголанд. Це була його друга поїздка на острів — 1840 року він вже був там і написав цикл «Гельголандських пісень» (Helgoländer Lieder). Дорогою він проїхав через Гамбург, де передав своєму видавцеві Юліусові Кампе рукопис другого тому «Неполітичних пісень». Під час переправи на Гельголанд 11 серпня фон Фаллерслебен познайомився з групою своїх земляків-ганноверців. Ганноверці багато чули про нього, а у деяких навіть були з собою видання першого тому «Неполітичних пісень». Земляки розговорилися, обговорюючи свіжі новини з дому — скасування конституції Ганновера новим королем Ернстом Августом I і дії «геттінгенської сімки» — професорів Геттінгенського університету, які публічно заявили, що вони як і раніше вважають себе зв'язаними присягою, даною на конституції 1833 року. У відповідь професори були звільнені та вигнані з країни. Також обговорювалися реакція (точніше її відсутність) Німецького союзу на ці дії, що фактично є державним переворотом.
Після того, як 23 серпня більшість ганноверців вирушили додому, острів практично спорожнів. 26 серпня фон Фаллерслебен, прогулюючись Гельголандським нагір'ям, склав три строфи про свою мрію — єдину та вільну Німеччину. Пізніше вдома він назвав їх «Пісня німців». Дивлячись на рукопис, фон Фаллерслебен згадав свою першу поїздку на Гельголанд. Капела на борту корабля, на якому він плив, виконувала гімни різних країн — французьку «Марсельєзу», британську «Боже, бережи короля». Однак у німців не було нічого схожого. Існував, правда, гімн Австрії — творіння Гайдна було відоме практично будь-якому німцю — однак його слова не відповідали німецьким демократам. Нова пісня ідеально лягала на мелодію «Імператорської пісні».
28 серпня Гофмана відвідав його видавець Кампе разом з штутгартським книгопродавцем Паулем Неффом. Він привіз на острів перший примірник другого тому «Неполітичних пісень», бажаючи особисто вручити його автору. Наступного дня фон Фаллерслебен прочитав йому своє нове творіння. Кампе був у захваті: «Якщо це пройде, то з цього може вийти нова рейнська пісня». . Вже 1 вересня 1841 року, всього через 3 дні після зустрічі, «Пісня німців» була вперше надрукована окремим виданням. Як музика, як і планував фон Фаллерслебен, були вказані ноти мелодії Гайдна. Текст випускався двома видавництвами — як Hoffmann und Campe, так і Паулем Неффом — і продавався за два гроша.
«Пісня німців» була вперше публічно виконана 5 жовтня 1841 року, через шість тижнів після створення. У присутності самого Гофмана фон Фаллерслебена члена гамбурзького лідертафелю виконали її перед готелем Штрайт (Hotel Streit) на вулиці Jungfernstieg на честь відвідин Гамбурга баденським професором державного права та відомим ліберальним політиком Карлом Велькером.
Проте, особливого успіху своїм творцям пісня не принесла. 18 лютого 1842 року Кампе писав Гоффману, що продажі не компенсують йому витрат на неї. Самому фон Фаллерслебену довелося ще гірше. Після публікації «Пісні німців» та «Неполітичних пісень» він отримав репутацію неблагонадійного поета. 14 квітня 1842 року «Міністерство духовних, навчальних та медичних справ» Пруссії позбавило його професорської посади. Через рік він був позбавлений прусського громадянства та висланий з країни.

### НімецькийтаПівнічнонімецький союзи
Тим часом «Пісня німців» набувала популярності у німецьких державах. 1843 року вона була видана у книзі «Німецькі пісні» (нім. «Deutsche Lieder»), 1844-о — увійшла до виданої Людвігом Бехштайном «Німецької поетичної книги» (нім. «Deutsches Dichterbuch») і до «Загальної німецької енциклопедії пісень» (нім. «Allgemeines deutsches Lieder-Lexikon») .
У той час у Європі наростала революційна напруженість. У багатьох містах Німеччини відбулися спонтанні виступи. Уряди пішли на поступки. «Німецький бундестаг» у Франкфурті скасував цензуру друкованих видань, оголосив німецького орла гербом Німеччини, а чорний, червоний та золотий — кольорами Північнонімецького союзу. 5 березня 1848 було прийнято рішення про скликання у Франкфурті Національних зборів. 13 березня відбулося повстання в Австро-Угорщині, внаслідок якого колишній державний міністр з 1806 року Меттерніх, який втілював традиційний внутрішньоєвропейський порядок, втік до Великої Британії. Король Пруссії Фрідріх Вільгельм, під враженням повалення Меттерніха, спробував утихомирити громадян за допомогою ліберальної програми дій. 18 березня він оголосив про скасування цензури, скликав «об'єднаний ландтаг» та погодився з необхідністю загальнонімецької конституції.

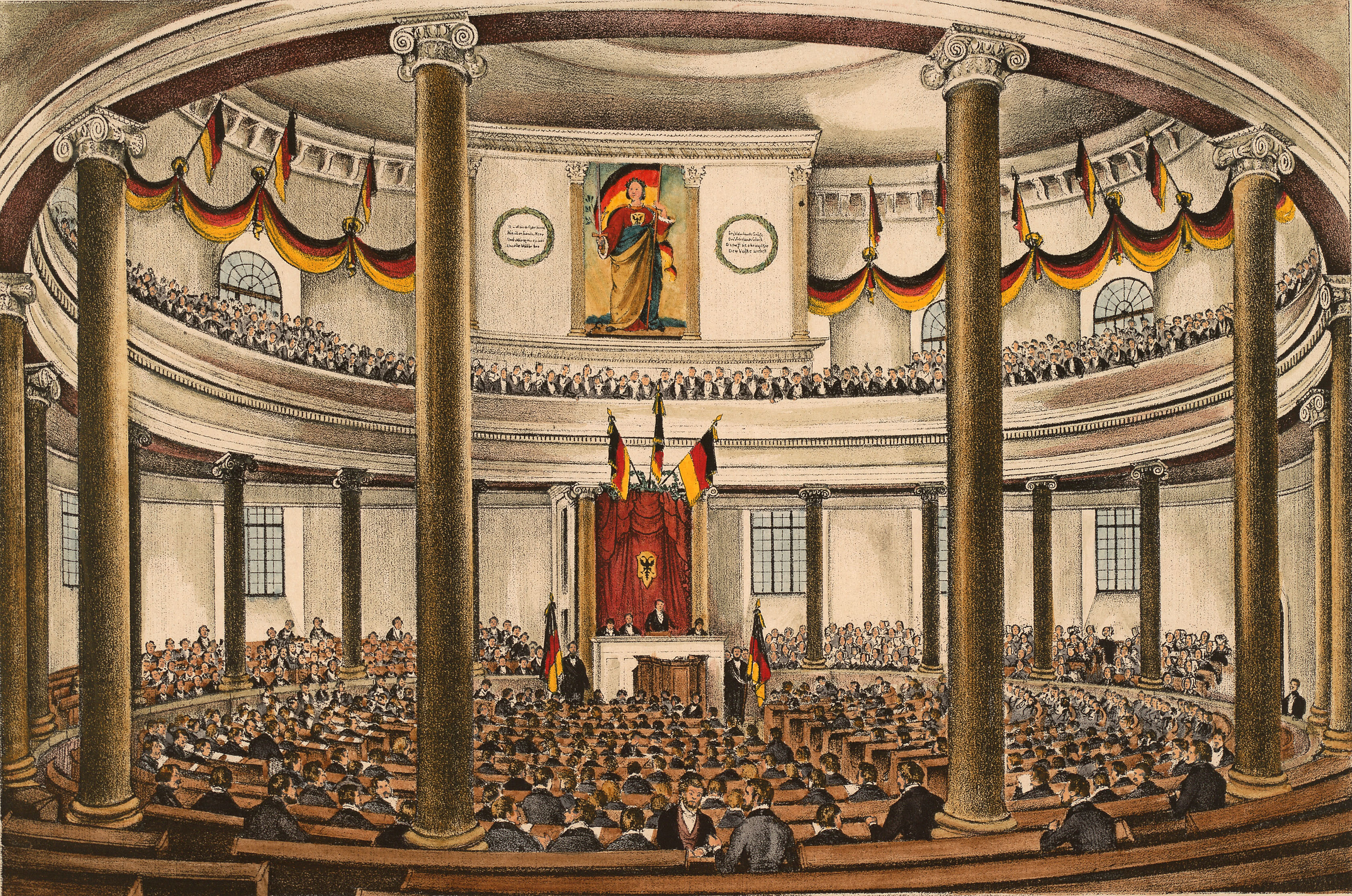
Франкфуртське національні збори. Над столом голови височіє знаменита алегорична картина «Німеччина» Філіпа Фейта

З 21 березня по 3 квітня 1848 року у церкві святого Павла у Франкфурті пройшло засідання так званого передпарламенту (нім. Vorparlament) . Більшість з його 574 членів були ліберально налаштовані. Свою програму вони формулювали як «Свобода, суверенітет, монархія». Радикальна меншість вимагала скасування монархії, проголошення федеративної республіки за зразком США, скасування професійної армії та чиновницького стану та відділення церкви від держави. У середині квітня розчарований рішеннями передпарламнту баденський депутат Фрідріх Гекер із 40 своїми прихильниками залишив зібрання та очолив у південному Бадені повстання, яке намагалося створити республіку силою зброї. Повстання було придушене. 18 травня 1848 року у тій же церкві почалося засідання перших німецьких Національних зборів, які розпочали розробляти проект конституції об'єднаної Німеччини. 15 липня призначений її головою (Reichsverweser) Йоганн Австрійський урочисто повідомив про закінчення робіт зі створення конституції. Однак обидві найбільші німецькі держави — Пруссія та Австрія — аж ніяк не прагнули підкорятися якійсь загальній центральній владі. 9 березня 1849 прем'єр-міністр Австрії князь Шварценберг зажадав створення проекту, який передбачав би входження Австро-Угорщини до складу нової німецької держави виключно у повному складі. У раді держав Австрія, завдяки чисельності свого населення, мала б більшість. Цей маневр позбавив опори прихильників великонімецького шляху об'єднання Німеччини. 3 квітня 1849 поразки зазнали і прихильники малонімецького шляху — Фрідріх Вільгельм IV відмовився прийняти імператорську корону з рук революційного Франкфуртського парламенту. Конституцію Німеччини ратифікували 28 німецьких держав, проте найбільші — Пруссія, Австрія, Саксонія та Ганновер — проігнорували її. Хвиля повстань, що прокотилася німецькими державам у травні 1849 року, була придушена.
У революційні 1848/49 роки «Пісня німців» стала достатньо популярною серед ліберально налаштованих верств населення. Проте Франкфуртські національні збори не обговорювали питання про всенімецький гімн, а після провалу революційного руху німецькі держави у 1850-х роках занурилися у фазу політичного застою. Коли 1859 року війна, яка розгорілася між Австрією та Францією, загрожувала перекинутися і на Німеччину, фон Фаллерслебен видав у лейпцизькому видавництві Voigt und Günther збірку «Німеччина понад усе! Сучасні пісні» (Deutschland über alles! Zeitgemäße Lieder), у якій «Пісня німців» посіла одне з перших місць. Однак видання не користувалося успіхом, фон Фаллерсебен не отримав «ні пфеннінгу гонорару».

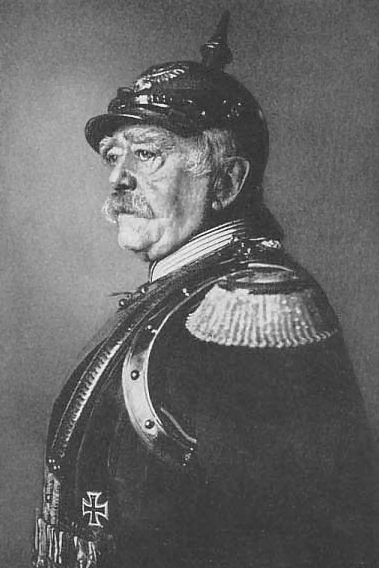
Отто фон Бісмарк (1894)

У цей час прем'єр-міністром Пруссії став Отто фон Бісмарк. У своїй промові перед прусським парламентом 29 вересня 1862 він так сформулював нову політичну програму держави:
| «… не промовами або рішеннями більшості вирішуються найбільші питання сучасності — це було великою помилкою 1848-го та 1849-го — але залізом та кров'ю» Оригінальний текст (нім.) ... nicht durch Reden oder Majoritätsbeschlüsse werden die großen Fragen der Zeit entschieden-das ist der große Fehler von 1848 und 1849 gewesen-sondern durch Eisen und Blut — з виступу Бісмарка 29.09.1862 перед бюджетною комісією палати депутатів |

Між Австрією та Пруссією розгорілося суперництво за домінування у регіоні. 1863 року австрійці запропонували провести реформу німецького рейху, що передбачала об'єднання Німеччини, при якому глави всіх держав ставали васалами новообраного [австрійського] імператора рейху. Побоюючись цього, Бісмарк умовив короля Пруссії відмовитися брати участь у засіданні, що фактично поховало ініціативу. Після перемоги над Данією у війні 1864 між країнами-переможницями Пруссією та Австрією розгорівся конфлікт про спільне управління захопленими герцогствами Шлезвігом та Гольштейном, що вилилося в австро-прусську війні 1866 року. На боці Пруссії виступила більшість малих держав північної та центральної Німеччини, на боці Австрії — всі великі держави союзу (Баварія, Вюртемберг, Баден, Саксонія, Ганновер, Кургессен та Гессен-Дармштадт). Сучасна та добре озброєна прусська армія швидко захопила Кургессен та королівство Ганновер, після чого у битві при Кеніггретці розбила і австрійську армію. Війна, яка продовжувалася всього 6 тижнів, ознаменувала собою розпад німецького союзу та остаточну розбіжність політичних курсів Пруссії та Австрії. 17 північнонімецьких держав, що билися на боці Пруссії, підписали з нею договір про створення Північнонімецького союзу. До його ж складу увійшли королівство Саксонія, Саксонія-Майнінген та частини Гессен-Дармштадта північніше Майна. Берлінська конференція (13 грудня 1866 — 9 січня 1867) остаточно затвердила гегемонію Пруссії у Північнонімецькому союзі. З більшістю південнонімецьких держав, які не побажали входити до нового союз, Пруссія підписала таємні договори про взаємодопомогу (Schutz- und Trutzbündnis) .

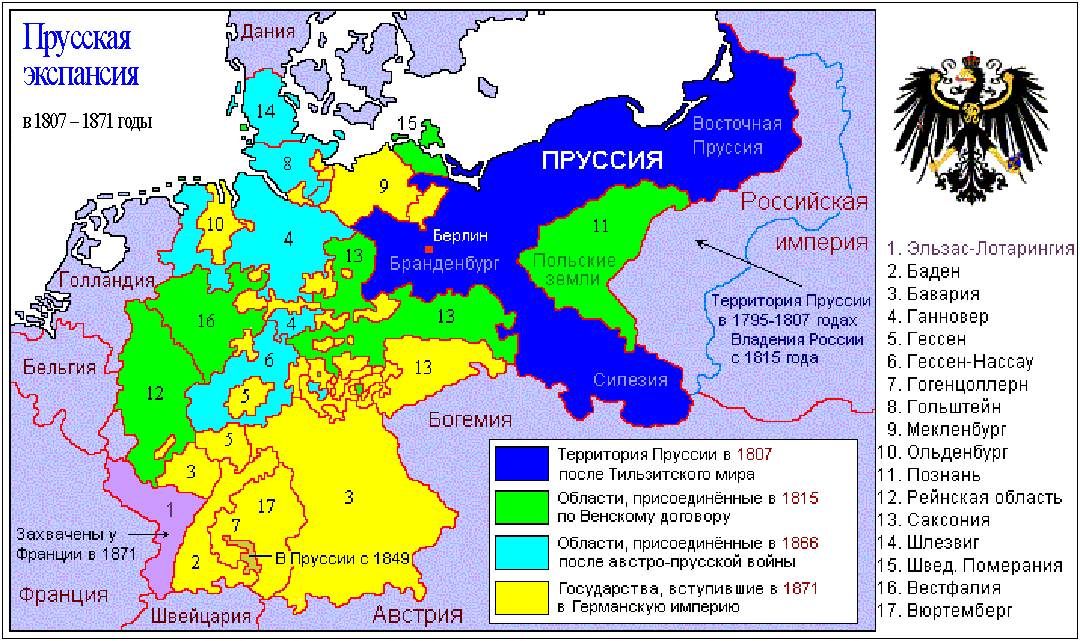
Об'єднання Німеччини навколо Пруссії у 1807—1871

Останнім кроком до об'єднання Німеччини стала Франко-прусська війна 1870—1871. Привід до конфлікту виник 1 липня 1870, коли іспанці запросили на королівський престол принца Леопольда з бічної гілки правлячої прусської династії Гогенцоллерн-Зігмарінген. Французи не без підстав угледіли загрозу у правлінні однієї династії одночасно у Німеччині та Іспанії. Бісмарк розглядав тиск Франції як зручний привід для війни, у якій Пруссія виявилася б у ролі жертви агресивного сусіда. Після публікації фальсифікованої ним Емської депеші 15 липня 1870 депутати французького парламенту 245 голосами проти 10 схвалили оголошення війни, а 19 липня Бісмарк оголосив про початок війни Франції проти Пруссії. Французькі війська у прикордонних районах значно поступалися супротивникові за чисельністю, тактичною підготовкою та артилерією. Основне французьке угруповання військ було блоковане під Мецем, йому на допомогу вирушила інша армія, при якій перебував Наполеон III. Ця армія була оточена під Седаном. 1 вересня відбулася битва, а наступного дня, після невдалих спроб прориву, імператор Наполеон III здався
. 27 жовтня 1870 капітулювала і основна частина військ. Після отримання звістки про взяття у полон Наполеона, 4 вересня у Парижі була оголошена республіка. 19 вересня було блоковано Париж, а 28 січня 1871 року місто капітулювало. Нові Національні збори затвердили 10 травня 1871 Франкфуртський мир з Пруссією — фактично, з проголошеною Німецькою імперією. 18 січня 1871 у Версальському палаці під Парижем, Бісмарк у присутності німецьких князів зачитав текст проголошення прусського короля німецьким імператором.
З початком війни німці з південнонімецьких держав одразу стали на бік Пруссії. Перемоги прусської армії у Франції викликали небувалий підйом національної самосвідомості, на хвилі якого ідея німецької єдності втілилася у життя. У період Франко-прусської війни популярність знову набули патріотичні пісні та пісні антифранцузької спрямованості. «Варта на Рейні» як на фронті, так і в тилу, була набагато популярніше «Пісні німців».

### Німецька імперія

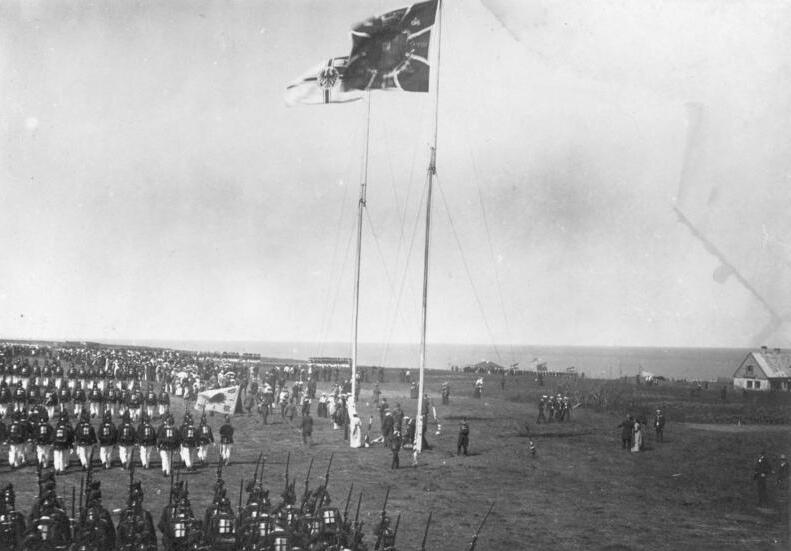
Парад 10 серпня 1890 з нагоди включення до імперії Гельголанду

Після об'єднання Німеччини влада не забула фон Фаллерслебену участі у революційному русі. На лист його гамбурзького друга Бісмарку з проханням про відновлення професури фон Фаллерслебена з урахуванням патріотичного настрою поета, прийшла лише холодна відмова. У той час, як автор музики «Варти на Рейні» (автор тексту до моменту об'єднання Німеччини вже давно помер) отримав почесну пенсію, яку виклопотав особисто Бісмарк, автор тексту «Пісні німців» продовжував перебувати в опалі. 19 січня 1874 фон Фаллерслебен помер у віці 75 років у вестфальському Корвеї, де він понад 10 років був бібліотекарем, дослідником та поетом.
Утворення Німецької імперії могло послугувати приводом для оголошення однієї з популярних пісень гімном імперії, або для створення нового німецького гімну. Проте ні держава не замовила нового гімну, ні поети та композитори не запропонували нічого нового для новоствореної держави. Організований одним з видавництв конкурс пройшов практично безрезультатно. У результаті офіційного гімну на той час не існувало. Як неофіційний імператорський гімн став використовуватися гімн короля Пруссії «Heil dir im Siegerkranz».
Водночас після смерті автора, «Пісня німців» знову набувала популярності. 1883 року вона виконувалася у Єні на відкритті пам'ятника студентського руху буршів, 1890 — там же, на святкуванні 75-річної річниці заснування руху. Влітку 1890, після відставки Бісмарка з посади канцлера, вона була вперше виконана на офіційному заході. За іронією долі, це була церемонія з нагоди включення до імперії Гельголанда внаслідок підписання Гельголандсько-занзібарської угоди. Виконувати на честь опального канцлера імператорський гімн «Heil dir im Siegerkranz» ніхто не ризикнув, і замість нього прозвучала «Пісня німців». Бісмарк був помітно зворушений піснею і під час виконання відбивав рукою такт. 1898 року пройшли масові заходи, присвячені до 100-річчя з дня народження фон Фаллерслебена, що значно збільшило його популярність як автора «Пісні німців». 1901 року у Бонні імператор завершив свою промову, присвячену іматрикуляції кронпринца, словами «Deutschland, Deutschland über alles», а через два місяці «Пісня німців» була виконана у його ж присутності на церемонії відкриття пам'ятника Бісмарку перед рейхстагом у Берліні.

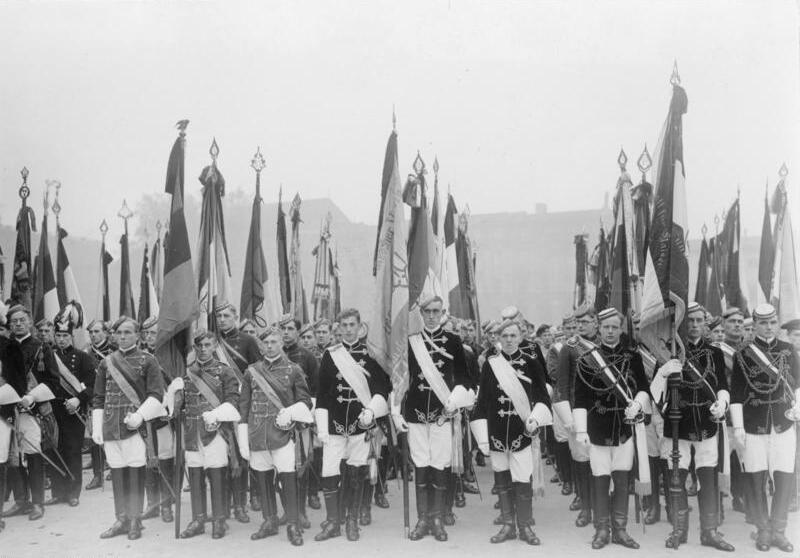
Зустріч ветеранів Фландрської битви, присвячена 20-й річниці битві під Лангемарком

До початку XX століття «Пісня німців» з мелодією Гайдна входила практично до всіх німецьких шкільних підручників. Однак всенародна популярність прийшла до неї лише під час першої світової війни. 11 листопада 1914 — через 3,5 місяці після початку війни — німецькі війська ще наступали у Бельгії та північній Франції, а війна ще не перейшла у позиційну фазу — німецьке військове командування повідомило, що «західніше Лангемарка загін молодих піхотинців, співаючи „Deutschland, Deutschland über alles“, увірвався на ворожі позиції та захопив їх». Особливо у перші місяці війни пісня часто виконувалася як на фронті, так і в тилу, ставши новим загальнонімецьким символом.
Водночас пісня служила не лише для підтримки бойового духу, але і як розпізнавальний символ «Ми німці — не стріляйте!». «Пісня німців», яку виконували на мелодію Гайдна, підходила для цього набагато краще, ніж напівофіційний гімн «Heil dir im Siegerkranz», що виконувався на ту ж мелодію, що й англійський «Боже, бережи королеву». Збереглися, наприклад, записи про таке використання «Пісні німців» 23-м резервним єгерським полком 21-22 жовтня 1914, 209-м піхотним полком 22-23 жовтня або тим же 23-м резервним єгерським 23 жовтня при штурмі села Біксшоте. Аналогічний випадок такого використання пісні наводить у своїй книзі «Майн кампф» Адольф Гітлер, який служив у той час добровольцем у 16-му баварському резервному полку: його підрозділ, який заблукав у густому фламандському тумані при штурмі Іпра, було атаковано, однак, почувши «Пісню німців», що співали наступаючі солдати, підхопив її, тим самим припинивши бій. Втім, розказана Гітлером версія спростовується офіційною батальйонною хронікою.
Пізніші дослідження вказують, що у бою «західніше Лангемарка» 10 листопада «Пісня німців» використовувалася як розпізнавальний сигнал і як патріотична пісня для підтримки бойового духу, але не при наступі на ворожі позиції, а у підрозділі служили аж ніяк не лише молоді солдати. Тим не менше, початок «Лангемаркського міфу» було покладено.
Після спаду ейфорії перших місяців війни, одним із символів якої стала «Пісня німців», з'явилося безліч пародій на неї. Проте вона продовжувала залишатися популярною у військових та націонал-патріотичних шарах суспільства. Солдати під Лангемарком, які «загинули, але перемогли», вкладалися у популярну, у цих колах, після війни та революції «легенду про удар ножем у спину». У ній розповідалося про «непереможність на полі бою німецької армії», яка була зраджена боязкими «безрідними цивільними»: демократами, парламентаріями, журналістами.

### Веймарська республіка

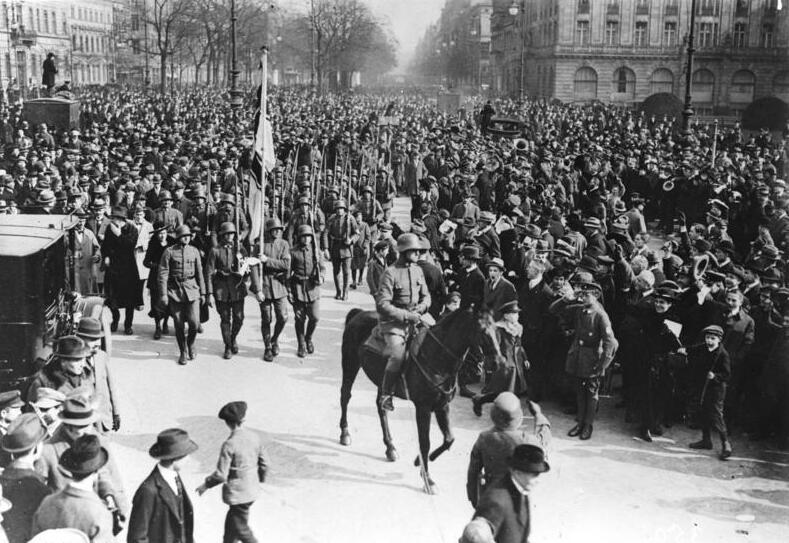
Заняття Берліна бригадою Ерхардт під час Капповского путчу

Після Листопадової революції та проголошення Веймарської республіки Німеччина виявилася політично розколота на декілька практично непримиренних таборів. Монархісти співали прусський королівський гімн «Heil dir im Siegerkranz», робітники та селяни, які скинули князів — революційні пісні: «Brüder, zur Sonne, zur Freiheit» (вільний переклад «Сміливо, товариші, в ногу» Леоніда Радіна), «Dem Morgenrot entgegen» (пізніше перекладена російською мовою як «Вперед, зорі назустріч!»), «Wann wir schreiten Seit' an Seit'» і, звичайно, «Інтернаціонал». У цій ситуації «Пісня німців» стала бойовою піснею розчарованих у підсумках війни та революції правих — надихала не лише проти зовнішніх ворогів, а й проти «листопадових злочинців»: членів СДПН, НСПД, «Союзу Спартака» і майбутнього КПН. Наприклад, під час Капповського путчу навесні 1920 року бригада Ерхардт — добірні частини путчистів — пройшла маршем із прапорами та піснею «Німеччина, Німеччина понад усе» під Бранденбурзькими воротами.
Проте, гофмансько-гайднівська пісня як і раніше сприймалася також як загальнонімецький символ. Так, 12 травня 1919 шоковані Німецькі національні збори вперше почули, наскільки жорсткі умови для підписання мирного договору були висунуті Антантою, майбутній голова зборів Костянтин Ференбах закликав депутатів заспівати «Пісню німців» — це було єдине, що вони могли протиставити ситуації, що склалася і відчуттю власної слабкості. Заклик підтримали майже всі депутати — за винятком більшості членів НСПН.
Після того, як було підписано кабальний для Німеччини Версальський договір, мюнхенський письменник Альберт Маттеї написав «четверту строфу».
| Німецький оригінал | Переклад |
| --- | --- |
| Deutschland, Deutschland über alles, Und im Ungl ück nun erst recht. Nur im Unglück kann die Liebe: Zeigen, ob sie stark und echt. Und so soll es weiter klingen: Vom Geschlechte zu Geschlecht, Deutschland, Deutschland über alles, Und im Unglück nun erst recht. | Німеччина, Німеччина понад усе, І особливо у біді. Тільки в біді любов покаже: Чи сильна та істинна вона. І хай лунає і надалі: З покоління в покоління: Німеччина, Німеччина понад усе, І особливо у біді. |

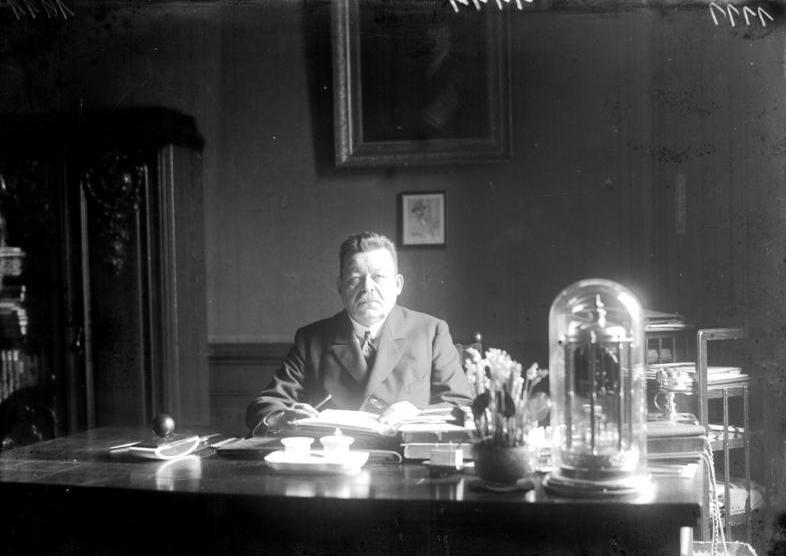
Рейхспрезидент Фрідріх Еберт

Ця строфа незабаром стала настільки популярною, що певний час виконувалася навіть частіше оригіналу фон Фаллерслебена. Вона відповідала панівній у Німеччині тих років упевненості, що Версальський договір — історична несправедливість стосовно німців.
2 липня 1919, коли Національні збори обговорювали проект конституції, у них розгорівся конфлікт з приводу кольорів прапора нової Німеччини. Представники СДПН та партії Центру висловилися за чорно-червоно-золоту символіку, Німецька народна партія та Німецька національна народна партія — за старі кольору кайзерівської Німеччини, чорно-біло-червоний прапор. НСДПН вимагала прийняти за державний революційний червоний прапор. У Німецькій демократичній партії більшість висловлювалася за нову чорно-червоно-золоту символіку. Лише 3 липня, після бурхливих дебатів, було прийнято компромісне рішення — державним прапором було прийнято чорно-червоно-золотий, а торговим — чорно-біло-червоний з невеликим чорно-червоно-золотим у верхньому внутрішньому куті.
Коли після цих дебатів прийшла черга обговорення гімну, соціал-демократ рейхсміністр внутрішніх справ Адольф Кестер, побоюючись повторення з такими труднощами залагодженого конфлікту, запропонував на роль гімну «Пісню німців» — незважаючи на її «трактування правими інтерпретаторами». Йому вдалося переконати у цьому як власну фракцію, так і президента Німеччини, соціал-демократа Фрідріха Еберта. 11 серпня 1922 Еберт оголосив «Пісню німців» національним гімном Німеччини. У своїй промові він, сконцентрувавшись практично виключно на третій строфі нового гімну, акцентував увагу на його ліберально-демократичному трактуванні: описані у пісні ідеали («Єдність та право і свобода») збігалися з ідеалами Веймарської республіки.

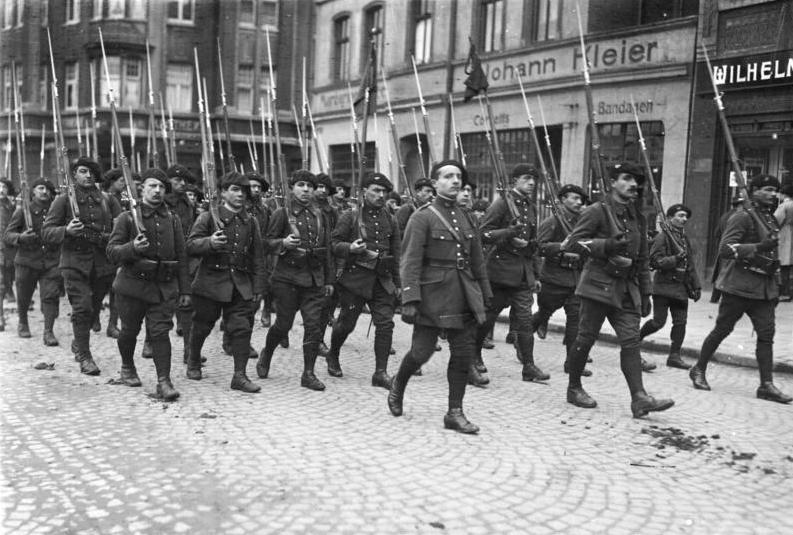
Французькі альпійські стрільці у (нині Гельзенкірхен)

8 березня 1921 французькі та бельгійські війська окупували міста Дуйсбург та Дюссельдорф, що перебували у Рейнській демілітаризованій зоні, тим самим забезпечивши собі плацдарм для подальшої окупації всього промислового району у Рейнланд-Вестфалії. 1922 року, з урахуванням погіршення економічної ситуації у Веймарській республіці, союзники відмовилися від репарацій у грошовій формі, замінивши їх натуральними виплатами (сталь, деревина, вугілля). Коли 9 січня 1923 комісія з репарацій заявила, що Веймарська республіка навмисне затримує поставки (1922 року замість потрібних 13,8 млн тонн вугілля було поставлено лише 11,7 млн тонн, а замість 200 000 телеграфних щогл — лише 65 000), Франція використала це як привід для введення військ до Рурського басейну. У період з 11 по 16 січня 1923 французькі та бельгійські війська чисельністю спочатку 60 тисяч осіб (пізніше до 100 тисяч) окупували всю територію Рурського регіону, взявши таким чино всі потужності з виробництва вугілля та коксу як «виробничу заставу». У результаті окупації було зайнято близько 7 % післявоєнної території Німеччини, де видобувалося 72 % вугілля та вироблялося понад 50 % чавуну та сталі. Проте прем'єр-міністр та міністр закордонних справ Франції Раймон Пуанкаре прагнув при цьому домогтися присвоєння Райнланд та Руру статусу, аналогічного статусу Саарського регіону, де приналежність території Німеччини носила лише формальний характер, а влада перебувала у руках французів.
В окупованих регіонах «Пісня німців» була негайно заборонена. На лівому березі Рейну це сталося ще 1919 року. Навіть її насвистування каралося тюремним ув'язненням. Клопотання уряду Німеччини від 22 серпня 1922 перед рейнської комісією про зняття заборони на виконання було відхилено 9 вересня того ж року. Через 4 дні після початку Рурського конфлікту у Бохумі близько 500 осіб висловили свій протест проти окупації публічним виконанням «Пісні німців» на Königsallee — одній з центральних вулиць міста. Французи розцінили це як провокацію та застосували проти демонстрантів кулемети. Одна людина була вбита, двоє поранені важко та безліч — легко.
Проте трактування пісні як і раніше не було єдиним. Праві партії як і раніше трактували її у реваншистському стилі, спираючись на першу строфу. Наприкінці 1920-х років вона входила до збірки пісень більшості правих партій та НСДАП. Ліві партії та навіть ліве крило СДПН відмовлялися її виконувати, у соціалістичних збірниках текст фон Фаллерслебена був відсутнім. І лише демократичний центр, що зменшувався від виборів до виборів, все ще використовував її ліберальне трактування. «Пісня німців» входила до офіційного пісенника Рейхсбаннеру.

### Третій Рейх

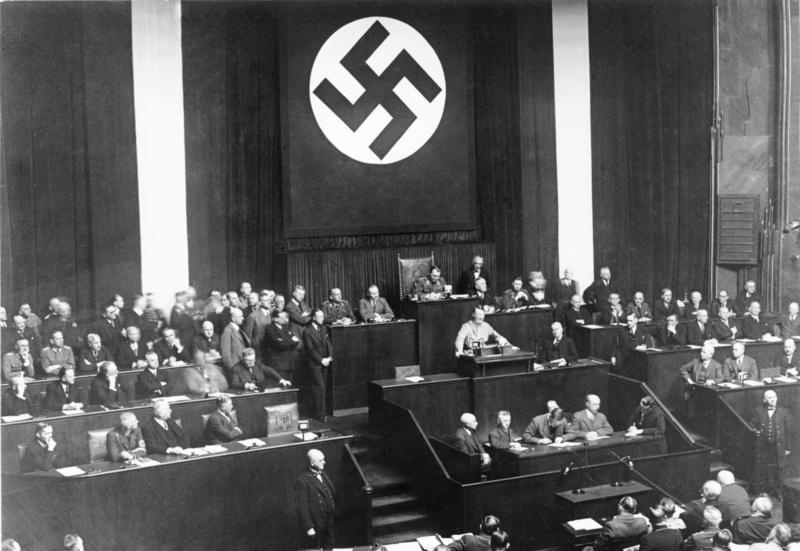
Виступ Гітлера перед депутатами рейхстагу на підтримку «Закону про надзвичайні повноваження»

Перший час після приходу націонал-соціалістів до влади в Німеччині «Пісня німців» достатньо часто виконувалася поряд з бойовими піснями НСДАП. Так, 30 січня 1933 року, факельна хода, що славила нового рейхсканцлера — Адольфа Гітлера, — виконувала «Пісню німців», яку оголосив гімном Німеччини найлютіший ворог нацистів — соціал-демократ Фрідріх Еберт. Водночас «Пісня німців» не стала символом нового режиму. Скоріше вона стала гімном тих, хто з самого початку скептично ставився до «Третього Рейху» та сподівався, що рейхспрезидент Пауль фон Гінденбург подбає про те, щоб це не зайшло занадто далеко. 21 березня 1933 у потсдамській Кролль-опері — Рейхстаг було спалено за місяць до цієї події — пройшло засідання новообраного рейхстагу. Соціал-демократи планували бойкотувати його, Комуністична партія була заборонена, а мандати її депутатів анульовані, однак для прийняття «Закону про надзвичайні повноваження», що передавав всю повноту влади уряду на чолі з рейхсканцлером, НСДАП все ще не вистачало голосів. Гітлеру були потрібні голоси консерваторів, німецьких націоналістів та центристів. Будівля, у якій засідали депутати, була оточена загонами СА, проте для створення видимості вільного волевиявлення штурмовикам СА було заборонено цього дня виконувати націонал-соціалістичні пісні. Замість них виконувалася «Пісня німців». Після того як Герінг оголосив про прийняття закону, депутати від НСДАП кинулися до трибуни і, оточивши її, хором заспівали партійний гімн «Пісня Горста Весселя».
27 березня 1933 міністр освіти та культури Баварії Ганс Шемм видав указ, згідно з яким «у зв'язку з історичним значенням [пісні Горста Весселя] вищевказана пісня повинна у всіх школах Баварії виконуватися першою поряд з [офіційним гімном —] „Піснею німців“». Протягом 12 років після цього «Пісня німців» та «Пісня Горста Весселя» представляли собою єдине та нерозривне ціле. 13 травня 1933 було прийнято «Закон про захист національних символів», який повинен був «захистити обидві національні пісні від зловживань». Своєї основної мети — захистити державні символи від неофіційного використання та зберегти державну монополію на їх використання — закон не домігся. Однак він офіційно об'єднав обидві пісні в єдиний «подвійний гімн». Драконівські штрафи чекали тих, хто заперечував проти об'єднання державного та партійного гімнів. Причому торкнулися вони не лише лівих та інших супротивників режиму, а й націонал-соціалістичних фанатиків, які вважали гайднівського-гофманську пісню «символом реакції», чиє місце — на звалищі історії.

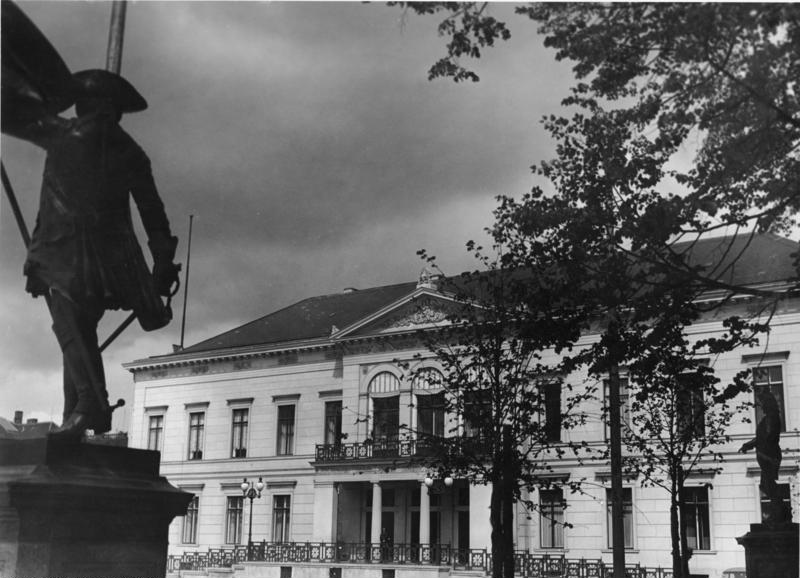
Резиденція міністра пропаганди Йозефа Геббельса. На передньому плані пам'ятник графу Курту Крістофу фон Шверін

30 червня 1933 за наказом Гітлера відповідальним «за всі питання духовного впливу на націю» стало Міністерство пропаганди. У його відання перейшли і питання, пов'язані з державним гімном. З цього моменту дозволялося виконання лише першої строфи «Пісні німців». Третя строфа — «єдність, право та свобода» — абсолютно не вписувалася у нацистську пропагандистську концепцію. Навпаки, вона могла бути сприйнята як заклик до повалення режиму. Перша строфа, як і «Пісня Горста Весселя», тепер виконувалася в маршовому темпі. Від оригінального хорального характеру мелодії Гайдна залишилося так само мало, як і від сенсу, який фон Фаллерслебен вкладав у свій твір. Водночас, незважаючи на те, що обидві пісні були визнані державними символами, їх обов'язково спільне виконання було узаконене указом Гіммлера лише 1940 року після французької кампанії.
Завдяки згадуванню Лангемарка у «Майн кампф» та твердженням Гітлера про його власну участь у цьому бою, «Лангемаркський міф» активно підтримувався і розвивався офіційною пропагандою. «Молоді піхотинці» плавно перетворилися на студентів, потім у школярів, а наприкінці деякі джерела взагалі писали про «підлітків та дітей», що билися у цьому бою. Відповідальним за підтримання міфу став Гітлер'юґенд. У рамках цієї схеми 1934 року рейхс'югендфюрер Бальдур фон Ширах оголосив під час офіційного святкування «Дня Лангемарку» про перетворення «Лангемаркського пожертвування німецького студентства», яке збиралося націонал-соціалістичним союзом студентів Німеччини на догляд за солдатським кладовищем Лангемарк, у «Лангемаркська пожертва німецької молоді».
З початком Другої світової війни, принаймні у фронтових частинах, «Пісня Горста Весселя» плавно відійшла на другий план. Хвалькувата пісня ваймарських вуличних бійців мало підходила для кривавого фронтового побуту. Водночас «Пісня німців» періодично використовувалася і як розпізнавальний символ, хоча і не тою мірою, як у Фландрії 1914 року. Прикладом може служити виконання її солдатами 134-ї піхотної дивізії на східному фронті 1944 року. Як і у випадку з Лангемарком[⇨], це широко використовувалося у пропагандистських цілях. Окремі пасажі з «Пісні німців» мігрували і в інші націонал-соціалістичні пісні. Так, у «Пісні винищувачів танків» (нім. Panzerjägerlied) зустрічалися рядки «Від Маасу до Мемелю, від Еча до Бельту, стоять німецькі чоловіки і сини проти всього світу» («Von der Maas bis an die Memel, von der Etsch bis an den Belt, stehen deutsche Männer Söhne gegen eine ganze Welt») .
Для багатьох членів німецького «Руху Опору» «Пісня німців» мала зовсім інший зміст. На противагу «Пісні Горста Весселя», яка однозначно асоціювалася з НСДАП, «Пісня німців», яка була у свій час гімном Веймарської республіки, була символом мовчазною фронди і часто виконувалася тими, хто вірив у Німеччину, але не у «фюрера». Проте зв'язок «Пісні німців» з «Піснею Горста Весселя» залишив свої сліди. Деякі німці, які пережили гітлерівську диктатуру, і багато років потому не могли чути «Пісню німців», за звичкою асоціюючи її з «Піснею Горста Весселя».

### ФРН

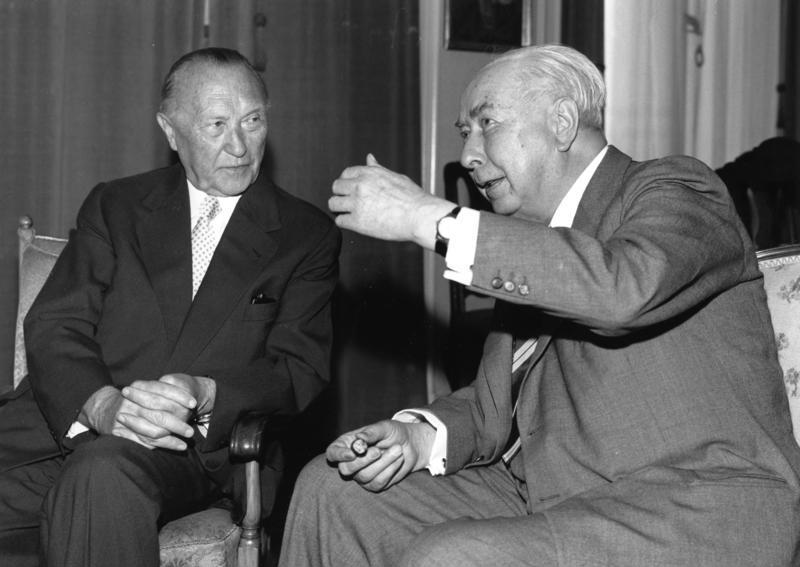
Федеральний канцлер Конрад Аденауер та федеральний президент Теодор Гойс

У 1940-ві роки «Пісня німців» у більшості європейців — особливо громадян окупованих держав — асоціювалася виключно з нацистським режимом, війною та насильством. Контрольна рада представників союзних держав, що здійснювали управління Німеччиною після її капітуляції, ще 14 липня 1945 заборонила «виконання та виспівування» низки пісень негожого змісту. 18 серпня британське військове командування видало наказ, який забороняв виконання «пісні Горста Весселя» та інших націонал-соціалістичних пісень. Ця заборона торкнулася і «Пісні німців». Але і без цього до націоналістичних музичних творів у післявоєнній Німеччині було відношення радше осудливе. Поява інформації про те, що нацистський режим творив у концтаборах, на роки дискредитувало все, що хоч якось було пов'язане з національною гордістю та самосвідомістю німецької нації. Набагато більшу популярність стали набувати місцеві пісні, такі як Шлезвіг-Голштейнська пісня або баварська «Бог з тобою, ти країна баварців».
Охолодження відносин між державами-переможницями та початок холодної війни призвело до того, що західні країни почали поступово переходити від ідеї необхідності суворого колективного покарання всіх німців до ідеї створення демократичної німецької держави, яка б спільно з ними протистояла соціалістичним країнам Східної Європи. У рамках процесу демократизації у вересні 1948 року у Бонні пройшло перше засідання Парламентської ради, яка повинна була виробити майбутній основний закон держави. Стаття 22 нової Конституції свідчила: «Державним прапором є чорно-червоно-золотий прапор». Питання державного гімну на момент прийняття основного закону так і не було вирішене.
У серпні 1949 року на засіданні німецького бундестагу першого скликання міжфракційна група запропонувала «прийняти закон про визнання „Пісні німців“ у її вихідній незмінній формі гімном ФРН». Група аргументувала цю пропозицію вмістом другої та особливо третьої строф, маловідомих німецькій молоді тих років. Водночас фраза «Німеччина, Німеччина понад усе» з точки більшості парламентаріїв відкривала занадто широке поле для помилкових тлумачень, і вони не хотіли звалювати на молоду республіку додаткові проблеми, пов'язані з настільки спірним текстом. Пропозицію надіслано до юридичної комісії бундестагу (нім. Rechtsausschuss), яка 7 листопада 1949 повідомила, що не хоче приймати рішення про гімн, оскільки це питання знаходиться у компетенції Федерального президента Німеччини.

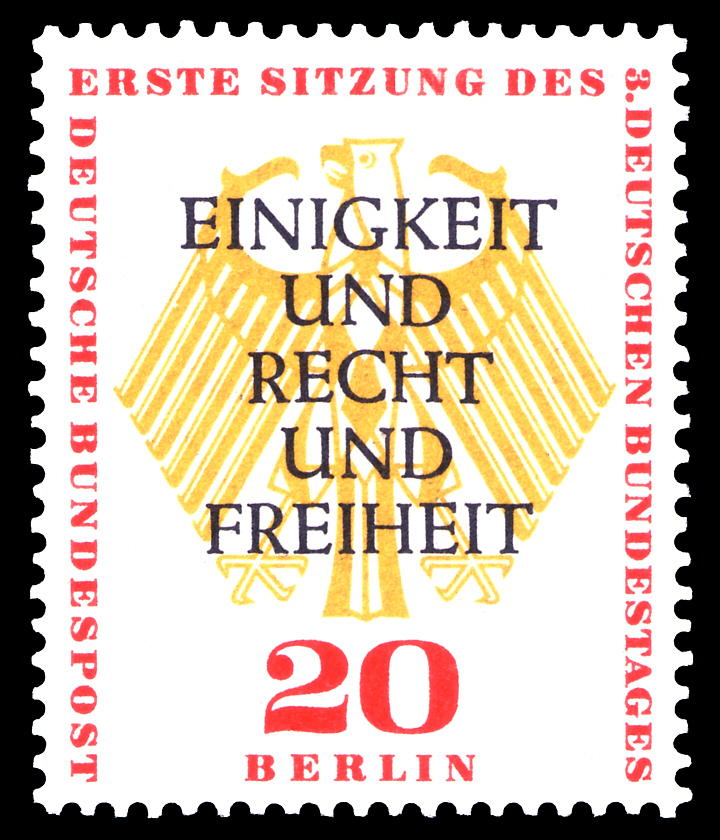
Поштова марка, випущена до першого засідання бундестагу третього скликання

Публікація цього повідомлення призвела до того, що канцелярія президента буквально захлинулася від потоку листів. Поети-аматори та професійні поети надсилали сотні листів зі своїми варіантами тексту для гайднівської мелодії. Канцелярія не справлялася з їх потоком і була змушена замість особистої відповіді кожному авторові відсилати стандартний лист, у якому повідомляла відправника, що «коли у Бундестазі буде наступного разу піднято питання про державний гімн, Ваш лист буде обов'язково розглянуто». Як видно з тексту листа, президент Німеччини Теодор Гойс (СДПН) теж не хотів брати на себе відповідальність за вибір нового гімну.
Канцлер Німеччини Конрад Аденауер (ХДС), якого не влаштовувала дана патова ситуація, зважився на сміливий крок. До цього часу, згідно з опитуваннями громадської думки, 75 % громадян Німеччини підтримували ідею повернення творіння фон Фаллерслебена. 18 квітня 1950 під час візиту до Західного Берліна після свого виступу в Titania-Palast він заспівав третю строфу «Єдність, право та свобода…», закликавши присутніх підспівувати. У той час як правління СДПН практично у повному складі покинуло зал, а три західноберлінські коменданти залишилися сидіти, більшість присутніх, включаючи обербургомістра Берліна Ернста Ройтера (СДПН) , стоячи виконали пісню. Вчинок Аденауера викликав змішану реакцію у Німеччині та світі. У той час як державний департамент назвав його «помилкою», а Форин-офіс писав про «несмак», прем'єр-міністр Великої Британії Вінстон Черчилль, виступаючи у Палаті громад, заявив: «Я був обурений, коли побачив, яку бурхливу реакцію у нас викликав той факт, що кілька німців виконали свій національний гімн». А свого міністра закордонних справ Ентоні Ідена він запитував: «Ми що, повинні запропонувати німцям як державний гімн „Інтернаціонал“?». Якоб Кайзер, міністр внутрішньонімецьких справ та політичний опонент Аденауера, назвав подію «красивим путчем». Канцлер заявив, що він ніколи і не думав «диктаторським чином вводити новий національний гімн». Проте, наступного дня обурений Гойс випустив пояснення для преси, у якому зазначив, що, «незважаючи на виконання третьої строфи, досі не було прийнято жодного рішення про майбутній гімн».
Для новорічного звернення до народу Гойс наприкінці 1950 записав вірш бременського поета Рудольфа Олександра Шредера «Гімн Німеччини» на музику Германа Ройтера. Однак цей варіант гімну не здобув особливої популярності ні у народі, ні серед депутатів. Крім того, «Frankfurter Allgemeine» звернула увагу на схожість з іншим твором Шредера — «Свята тчизна» (нім. Heiliges Vaterland), популярним серед гітлер'югенда. У цій ситуації Гойс випустив чергове пояснення для преси: цей твір не було оголошено гімном Німеччини, він виконувався лише для того, щоб ознайомити німецьку громадськість з творчістю Шредера .

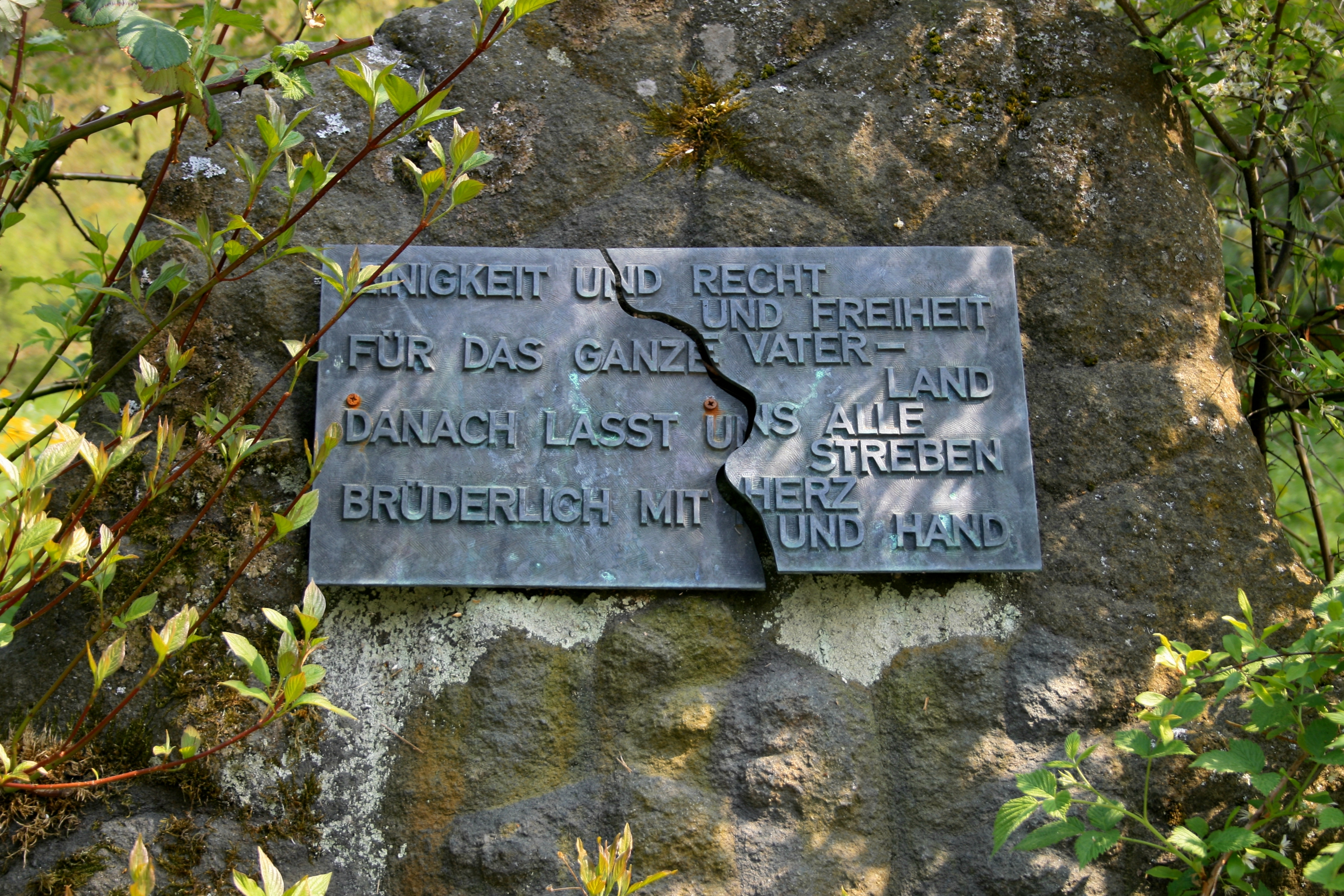
Розбита меморіальна табличка з текстом «Пісні німців», що символізує поділ Німеччини (Біеденкопф)

Водночас Аденауер і далі ратував за відновлення старого гімну. 29 квітня 1952 він написав Гойсу листа, вказавши на потребу мати гімн країни, і висловив прохання до федерального уряду «визнати пісню Гофмана-Гайдна національним гімном» з тим, щоб на державних заходах використовувався лише текст третього куплета. Гойс у листі-відповіді 2 травня, добре знаючи, що це листування матиме силу закону, погодився з цією пропозицією, проте вказав, що хотів би уникнути церемонії урочистого проголошення нового гімну. 6 травня 1952 листування було офіційно опубліковане у 51-му номері урядового інформаційного бюлетеня — і « Пісня німців» знову стала державним гімном Німеччини. В усному виступі перед пресою Гойс оголосив, що гімном Німеччини була обрана «Пісня німців», при цьому він не згадав про запропоновані Аденауером обмеження.
Реакція за кордоном на рішення президента коливалася від стриманої до критичної. У багатьох європейських сусідів Німеччини «Пісня німців» не викликала ніяких хороших асоціацій. Верховні комісари оголосили, що питання про гімн є внутрішньою справою Німеччини. Джон Макклой, верховний комісар американської зони, пояснив, що не важливо, «що співають народи, важливо, що вони роблять». Проте ситуація, що склалася, регулярно викликала складності й у жителів Німеччини. Багато хто з них «не знав, що вони повинні були співати, а те, що вони знали, співати було заборонено». Так, наприклад, коли 1954 року команда ФРН виграла чемпіонат світу з футболу у Швейцарії, при виконанні гімну німецькі фанати заспівали добре відому їм першу строфу. Швейцарське телебачення відключило трансляцію зі стадіону. Німецьке радіо передавало «Пісню німців» без слів, виконувалася лише гайднівська мелодія.
Проте, пісня продовжувала залишатися загальновизнаним всенімецьким символом. Коли 9 листопада 1989 стало відомо, що після майже 30 років існування Берлінської стіни НДР пом'якшила для своїх жителів прикордонний режим між Східним та Західним Берліном, фактично дозволивши їм вільно перетинати кордон, депутати Ьундестагу піднялися зі своїх місць та хором заспівали «Єдність, право та свобода». Наступного дня те ж саме відбулося перед Шенебергською ратушею, за участю попереднього канцлера Віллі Брандта та чинного — Гельмута Коля. У ніч з 9 на 10 листопада Берлінська стіна впала. Через рік, 3 жовтня 1990 року, перед Рейхстагом на святі, присвяченому об'єднанню Німеччини, знову звучала «Пісня німців».

### Об'єднана Німеччина

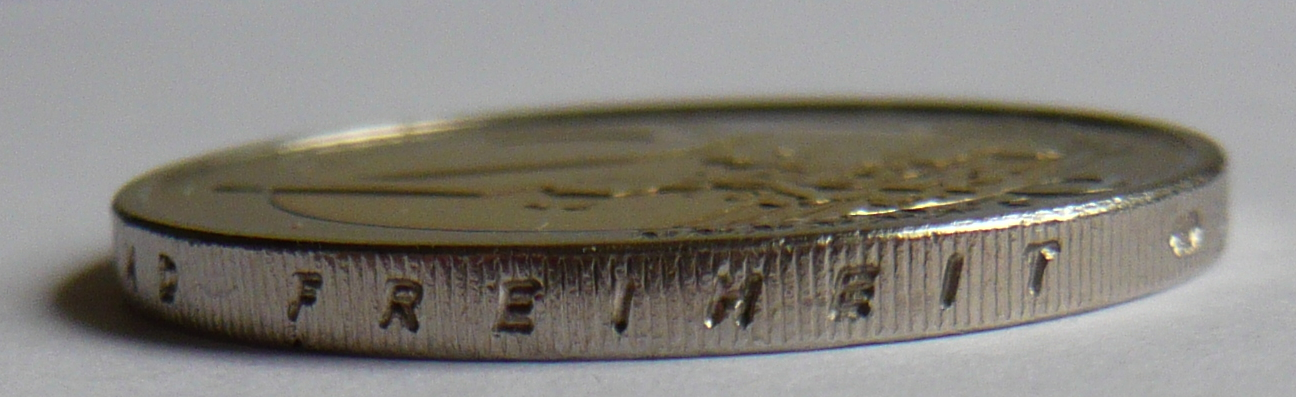
Перший рядок третьої строфи гімну Німеччини викарбувано на ребрі монети вартістю 2 євро

Рішенням Народної палати НДР з 3 жовтня 1990 конституція ФРН вступила у дію на всій території НДР. Це рішення де-юре оформило приєднання НДР до ФРН. Однак питання про гімн було не прописане у конституції — там згадувався лише державний прапор. Тому для того, щоб «Пісня німців» стала гімном всієї країни, знадобився ще один крок. 19 серпня 1991, через 40 років після історичного листування Аденауера та Гойса, федеральний президент Німеччини Ріхард фон Вайцзеккер відправив лист канцлеру Гельмуту Колю, у якому запропонував оголосити «третю строфу гофмансько-гайдновської пісні, що зарекомендувала себе як символ держави і яка відображає цінності, які важливі для нас як німців, європейців та членів світового співтовариства», гімном об'єднаної Німеччини. У відповідному листі від 23 серпня Коль від імені уряду підтримав пропозицію президента. З офіційною публікацією цього листування 10 листопада 1991 державним гімном об'єднаної Німеччини стала третя строфа «Пісні німців».

## Окремі пасажі

### Німеччина понад усе
Коли Гофман 1841 року написав текст пісні, німецьке питання було вельми актуальним. Німецько-французька Рейнська криза 1840 року призвела до відродження національного руху, виникнення безлічі антифранцузьких та мілітаристських пісень та віршів, як, наприклад, «Варта на Рейні» Макса Шнекенбургера. У цих політичних умовах виникла і «Пісня німців»[⇨].
Гофман фон Фаллерслебен не був націоналістичним ідеологом. Він був філологом, поетом, збирачем німецького фольклору. За політичним поглядам він був лібералом, був знайомий з багатьма прогресивними людьми свого часу. Наприклад, одним з його друзів був Роберт Блюм, лідер поміркованих демократів на Франкфуртських національних зборах.
У рядку «Німеччина, Німеччина понад усе/понад усе в світі» виражається вимога, щоб єдність Німеччини (у розумінні автора — всіх німецькомовних земель) отримала пріоритет над усіма іншими політичними цілями. Цей рядок у фон Фаллерслебена не містив агресивного домагання влади — він почав так трактуватися лише у часи великодержавної політики Вільгельма II і пізніше, у часи націонал-соціалістичної диктатури. У часи створення «Пісні німців» агресивна експансіоністська Німеччина ще просто не могла існувати. Фон Фаллерслебен — і це ще раз підкреслюється у третій строфі — бажав лише загальнонімецької єдності та свободи. Він, як і більшість його сучасників, сподівався на те, що всі німецькі території та держави зуміють подолати свій партикуляризм та створять єдину вільну державу. І саме створення цієї Німеччини, у межах німецької мовної та культурної області[⇨], мало стати найвищою метою.
Свою роль у створенні невірного трактування вихідного тексту внесла робота Альфреда Фулльє, який переклав третій рядок першої строфи («zu Schutz und Trutze») французькою мовою як pour se d éfendre et attaquer («для оборони та нападу»), у той час як фон Фаллерслебен використовував в оригінальному тексті плеоназм для позначення захисту.

### Географічні межі

Географічні об'єкти, згадані у пісні, та державні кордони часів її створення (жовтим показані області поширення німецької мови)

Німеччина, про яку йдеться у пісні (Von der Maas bis an die Memel, von der Etsch bis an den Belt) обмежена трьома річками та одною протокою. Дві з них були на той час кордонами Німецького союзу:
- річка Маас протікала через Лімбурзьке герцогство, яке з 1839 року (крім Маастрихта та Фенло) входило до Німецького союзу.
- річка Еч протікала у Південному Тіролі і по всій довжині знаходилася на території Австрійської імперії.

Інші водні кордони не були тоді кордонами Німецького союзу, позначали кордони проживання німецькомовного населення. Ці території німецьким національним рухом розглядалися як частина майбутньої німецької національної держави.
- Малий Бельт — протока на північному кордоні Шлезвізького герцогства, між островами Фюн та Еро на сході та островом Альс та півостровом Ютландія на заході.
- річка Німан (нім. Memel) — протікала у східній частині Пруссії, Литві та Білорусі та позначала східний кордон Пруссії. Прусські провінції Східна та Західна Пруссія а також Позен, на відміну від решти Пруссії, не були частиною Німецького союзу.

### Друга строфа
У листі подрузі своєї юності Генрієті фон Швахенберг (нім. Henriette von Schwachenberg) 27 серпня 1841 поет писав:
| Не варто навіть говорити, що, коли я писав «німецькі жінки», то думав у першу чергу про Вас. Як і мій найперший твір, через рівно 20 років я присвячую Вам і мою «німецьку пісню». Оригінальний текст (нім.) Daß ich, als ich 'Deutsche Frauen' schrieb, in erster Linie Ihrer gedachte, ist kaum der Erwähnung wert. Wie mein Erstlingswerk widme ich nach genau 20 Jahren auch mein Deutschland-Lied Ihnen — лист Гофмана фон Фаллерслебена Генрієті фон Швахенберг |

На початку XX століття з педагогічних міркувань у шкільних підручниках слова у тексті «Пісні німців» рядок «Deutsche Frauen, deutsche Treue,/deutscher Wein und deutscher Sang!» (Німецькі жінки, німецька вірність,/Німецьке вино і німецькі пісні) замінялася на «Deutsche Sitte, deutsche Treue,/deutscher Mut und deutscher Sang!» (Німецька традиція, німецька вірність,/Німецьке мужність та німецькі пісні) .

## Рукописи
Існує кілька рукописів «Пісні німців» і останнім часом неможливо однозначно встановити, який з них був створено першим.
Один з них зберігається в берлінській державній бібліотеці, у відділі рукописних документів (шифр Nachl. Hoffmann v. Fallersleben 70). Частина спадщини письменника знаходиться у Польщі, у так званій «Берлінці» — фондах, що потрапили до рук польської влади після того, як області Німецької імперії на схід від кордону по Одеру — Нейсе відійшли до Польщі, і останнім часом зберігаються в бібліотеці Ягеллонського університету. 2007 року Frankfurter Allgemeine Zeitung повідомила про те, що рукопис «Пісні німців» також знаходиться у даній колекції, проте пізніше ця інформація була спростована.
Інший екземпляр знаходиться у міській та земельній бібліотеці Дортмунда. Датований 26 серпня 1841 року, його було придбано бібліотекою 1927 року за 950 рейхсмарок, а його факсиміле розташоване у берлінському Рейхстазі.
2011 року у Мельдорфі було виявлено ще один примірник, що містив лише першу строфу пісні. Фон Фаллеслебен відвідав це містечко 29 серпня 1845 року під час своєї поїздки по Дітмаршена.